# Electrónica analógica

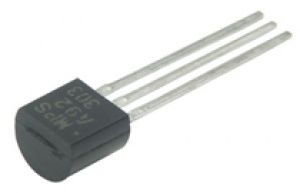
Transistor bipolar, componente muy usado en los sistemas analógicos.

La electrónica analógica es una rama de la electrónica que estudia los sistemas cuyas variables (tensión, corriente, etc.) varían de una forma continua en el tiempo y pueden tomar (al menos teóricamente) valores infinitos. En contraposición, en la electrónica digital las variables solo pueden tomar valores discretos y tienen siempre un estado perfectamente definido.
Por ejemplo: considerando una medida real concreta, como la longitud total de un coche:
- En un sistema digital, esta medida podría ser de 4 metros o de 4 metros y 23 centímetros.

Es posible darle la precisión deseada, pero siempre serán cantidades enteras.
- En un sistema analógico, la medida en decimales sería 4,233648596... En teoría hasta que llegásemos a la mínima cantidad de materia existente (siempre que el sistema de medida sea lo suficientemente exacto).

## Historia
Se considera que la electrónica inició con el diodo de vacío inventado por John Ambrose Fleming en 1904. El funcionamiento de este dispositivo está basado en el efecto Edison. Thomas Alva Edison fue el primero que observó en 1883 la emisión termoiónica, al colocar una lámina dentro de una bombilla para evitar el ennegrecimiento que producía en la ampolla de vidrio el filamento de carbón. Cuando se polarizaba positivamente la lámina metálica respecto al filamento, se producía una pequeña corriente entre el filamento y la lámina. Este hecho se producía porque los electrones de los átomos del filamento, al recibir una gran cantidad de energía en forma de calor, escapaban de la atracción del núcleo (emisión termoiónica) y, atravesando el espacio vacío dentro de la bombilla, eran atraídos por la polaridad positiva de la lámina. 
El otro gran paso lo dio Lee De Forest cuando inventó el triodo en 1906. Este dispositivo es básicamente como el diodo de vacío, pero se le añadió una rejilla de control situada entre el cátodo y la placa, con el objeto de modificar la nube electrónica del cátodo, variando así la corriente de placa. Esto fue muy importante para que se fabricaran los primeros amplificadores de sonido, receptores de radio, televisores, etcétera.
Conforme pasaba el tiempo, las válvulas de vacío se fueron perfeccionando y mejorando y surgieron otros tipos, como los tetrodos (válvulas de cuatro electrodos), los pentodos (cinco electrodos), otras válvulas para aplicaciones de alta potencia, etcétera. Dentro de los perfeccionamientos de las válvulas se encontraba su miniaturización.
Pero fue definitivamente con el transistor, aparecido de la mano de John Bardeen y de Walter Brattain, de la Bell Telephone en 1948, cuando se hizo posible una mayor miniaturización de aparatos como los radios. El transistor de unión apareció algo más tarde, en 1949; es el dispositivo utilizado actualmente para la mayoría de las aplicaciones de la electrónica analógica. Sus ventajas respecto a las válvulas son, entre otras: menor tamaño y fragilidad, mayor rendimiento energético y menores tensiones de alimentación. El transistor no funciona en vacío como las válvulas, sino en un estado sólido semiconductor (silicio), razón por la que no necesitan centenares de voltios de tensión para funcionar.

## Válvulas en círculos audiófilos
A pesar de la expansión de los semiconductores, todavía se siguen utilizando las válvulas en pequeños círculos audiófilos, pues parecen ofrecer unas cualidades sonoras que no muestran los transistores.

## Terminales del transistor
El transistor tiene tres terminales: el emisor, la base y el colector. Se asemeja a un triodo. La base sería la rejilla de control, el emisor el cátodo, y el colector la placa. Polarizando adecuadamente estos tres terminales es posible controlar una gran corriente de colector a partir de una pequeña corriente de base.

## El diodo semiconductor
El diodo de vacío fue desbancado más rápidamente que las válvulas amplificadoras por el diodo semiconductor, que se empezó a utilizar en 1920, aunque se conocía de más antiguo por ser utilizado en el receptor de radio de galena, un diodo que estaba formado por cristal de galena.